# Gyuricza József
Gyuricza József (Hódmezővásárhely, 1934. január 16. – Budapest, 2020. március 11.) világbajnok, olimpiai bronzérmes magyar vívó, mesteredző.

## Pályafutása
1952-től a Budapesti Haladás, majd 1956-tól a Budapesti Honvéd vívójaként sportolt. Tőr- és kardvívásban egyaránt versenyzett, 1955-től 1966-ig mindkét fegyvernemben szerepelt a magyar válogatottban. Az 1955. évi római világbajnokságon férfi tőrvívásban világbajnoki címet szerzett, és ezzel ő lett a szakág első magyar világbajnoka. Pályafutása alatt összesen tíz világbajnoki érmet nyert. Az 1957. évi párizsi világbajnokságon tagja volt a Czvikovszky Ferenc, Fülöp Mihály, Gyuricza József, Kamuti Jenő, Tilli Endre összeállítású, aranyérmet nyert magyar tőrcsapatnak. Részt vett az 1956. évi, az 1960. évi és az 1964. évi nyári olimpián, ezeken összesen egy harmadik, egy negyedik és egy ötödik helyezést ért el.
1966-ban történt visszavonulása után a Budapesti Honvéd, a Budapesti VSC (Budapesti Vasutas Sport Club), majd 1985-ig az OSC (Orvosegyetem Sport Club) edzője volt. 1968-ban a Testnevelési Főiskolán tanári, 1970-ben vívó szakedzői, majd 1977-ben vívó mesteredzői oklevelet szerzett.
Az 1990-es évek elején betegség következtében megbénult.

## Sporteredményei
- tőrvívásban:
  - olimpiai 3. helyezett (csapat: 1956)
  - olimpiai 4. helyezett (csapat: 1960)
  - olimpiai 5. helyezett (egyéni: 1956)
  - kétszeres világbajnok (egyéni: 1955 ; csapat: 1957)
  - négyszeres világbajnoki 2. helyezett (csapat: 1955, 1961, 1962, 1966)
  - háromszoros világbajnoki 3. helyezett (csapat: 1953, 1954, 1959)
  - főiskolai világbajnok (egyéni: 1954; csapat: 1954)
  - Universiade 2. helyezett (csapat: 1961, 1963)
  - ifjúsági világbajnok (egyéni: 1955)
  - magyar bajnok (egyéni: 1962)
- kardvívásban:
  - világbajnoki 2. helyezett (csapat: 1962)
  - Universiade-győztes (csapat: 1961, 1963)